# 小稲義男
小稲 義男（こいね よしお、1907年2月 - 1991年6月30日）は、英語・英文学者。　
東京出身。東京外国語学校卒業。上智大学教授を務め、研究社『新英和中辞典』を編纂した。
1991年6月30日、心不全のため死去。

## 著書・編著
- 現代英文法講座 第2巻 冠詞・形容詞・副詞 研究社出版 1958
- 新英和中辞典 第3版 岩崎民平と監修 研究社 1971
- 研究社新英和大辞典 第5版 研究社 1980.11

## 翻訳
- フオサイト家物語 第1 ヂョン・ゴオルズワーヂー 小栗敬三,沢崎九二三共訳 四条書房 1935
- フオサイト家物語 第1-3巻 ジョン・ゴールズワージー 同 三学書房 1940
- 海洋劇傑作集 海洋文化社 1941 (海洋文学名作叢書)
帰らぬ船出 / ユージン・オニール
スパイ / ユージン・オニール
しじまの涯 / エスター・Ｅ・ガルブレース
赤の他人 / ユージン・ピロット
火夫 / ハロルド・ブリッグハウス
薄命に笑ふ女 / ジョーゼフ・コンラッド
波 / ティローン・ガスリー
- 私を作つた英国 グレアム・グリーン 新潮社 1956